# Delice Çayı
Der Delice Çayı (auch Delice Irmağı) ist ein rechter Nebenfluss des Kızılırmak in  Zentralanatolien (Türkei).
Der Delice Çayı hieß in der Antike Cappadox. Der Fluss entsteht in der Stadt Şefaatli in der Provinz Yozgat am Zusammenfluss von Karasu Çayı (links) und Kanak Çayı (rechts). Er fließt anfangs in Richtung Westnordwest an der Stadt Yerköy vorbei. Südlich der Ortschaft Delice mündet der Kılıçözü Çayı von links in den Delice Çayı. Anschließend wendet sich der Delice Çayı nach Norden und passiert Delice. Bei Kavşut mündet der Budaközü Çayı rechtsseitig in den Fluss. Schließlich mündet der Delice Çayı nach etwa 220 km in den Kızılırmak. Der Delice Çayı hat eine Gesamtlänge einschließlich seiner Quellflüsse von 426 km. Er entwässert ein Areal von 17.228 km².